# 織姫町
織姫町（おりひめちょう）は、群馬県桐生市の町名。郵便番号は376-0024。

## 地理
桐生市の中部、渡良瀬川の左岸（北岸）に位置する。稲荷町・錦町・美原町・清瀬町とともに桐生市第三区に属する。
東北部は稲荷町に、東南部は新川橋通りを境として錦町に、西南部は渡良瀬川を境として桜木町・相生町に、西北部は清瀬町に、北部は美原町にそれぞれ接する。
かつては多くの織物工場が連なる工業地帯であったが、現在では桐生市役所や桐生市市民文化会館、桐生厚生総合病院などの公共施設が集中する地区となっている。

### 河川
- 渡良瀬川

## 歴史
かつての新宿村の一部にあたる。1889年（明治22年）の町村制施行により、桐生新町、新宿村、安楽土村、下久方村、上久方村平井が合併して桐生町が発足、新宿村は桐生町の大字の一つとなる。1921年（大正10年）の市制施行を経て、1929年（昭和4年）に大字が廃止され現在の町名である「織姫町」となった。
現在の桐生厚生総合病院西南側にはかつて水路が流れており、水車を回して撚糸や糸繰りなどに利用され、現在の地場産業振興センター付近には、織物工場の発電水路と交差するため眼鏡橋が架けられていた。

### 地名の由来
町名は、かつてこの一帯が日本織物桐生工場の敷地だったことに由来する。

## 世帯数と人口
2022年（令和4年）1月31日現在の世帯数と人口は以下の通りである。
| 町丁   | 世帯数 | 人口  |
| ------ | ------ | ----- |
| 織姫町 | 84世帯 | 147人 |

## 小・中学校の学区
市立小・中学校に通う場合、学区は以下の通りとなる。
| 番地 | 小学校           | 中学校             |
| ---- | ---------------- | ------------------ |
| 全域 | 桐生市立南小学校 | 桐生市立中央中学校 |

## 交通

### 鉄道
町内に鉄道駅はない。

### バス
おりひめバスのほぼすべての路線が乗り入れている。

### 道路
町内を美原通りや新川橋通りが通じている。

## 施設
- 桐生市役所
- 織姫神社
- 桐生市市民文化会館
- 桐生地域地場産業振興センター
- 桐生厚生総合病院

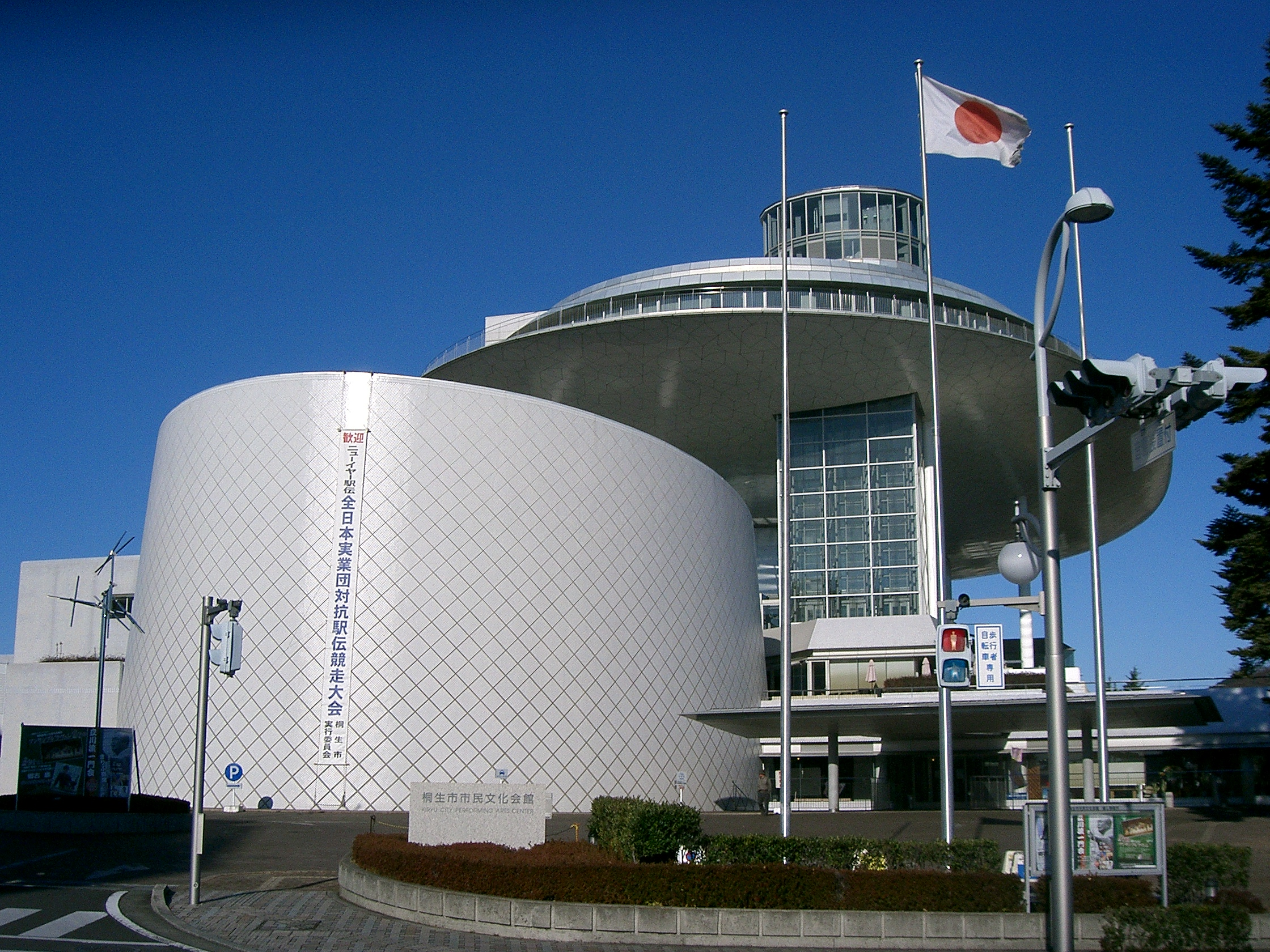
桐生市市民文化会館

  - 群馬県立赤城特別支援学校桐生厚生総合病院内教室

## 避難所
- 桐生地域地場産業振興センター（洪水災害、土砂災害、大規模火災、内水氾濫時の緊急避難場所）[7]
- 桐生市市民文化会館（洪水災害、土砂災害、大規模火災、内水氾濫時の緊急避難場所）